# ヴァルター・ブイケンス
ヴァルター・ブイケンス（Walter Boeykens, 1938年1月6日 - 2013年4月23日）は、ベルギーのクラリネット奏者、指揮者。

## 生涯
アントウェルペン州ボルネムの生まれ。ブリュッセル王立音楽院でクラリネットを学び、1964年から1984年までベルギー放送フィルハーモニー管弦楽団の首席クラリネット奏者を務めた。在任中にピエール・ブーレーズの《ドメーヌ》の初演でクラリネット独奏を担当して名を上げ、1969年からアントウェルペン王立音楽院で教鞭を取るようになった。1972年からはニース国際音楽講習会の講師をはじめ、ユトレヒトやロッテルダムでも教鞭を執った。1981年には自分の名前を冠したクラリネット合奏団を組織し、指揮者を務めた。
ボルネムにて死去。

## 註
1. ↑  bandpower.net
2. ↑  Walter Boeykens overleden